# Ikela
Ikela – miasto w Demokratycznej Republice Konga, w prowincji Tshuapa, nad rzeką Tshuapa, na wschód od Boende. W 2010 liczyło 15 214 mieszkańców.